# Prikljutjenija Krosja
Prikljutjenija Krosja (russisk: Приключения Кроша) er en sovjetisk spillefilm fra 1961 af Genrikh Oganesjan.

## Medvirkende
- Nikolaj Tomasjevskij som Krosj
- Andrej Jurenjov som Igor
- Nikita Mikhalkov som Vadim
- I. Pogrebenko som Sjmakov
- V. Beljakova som Majka